# King’s Castle (Ardglass)

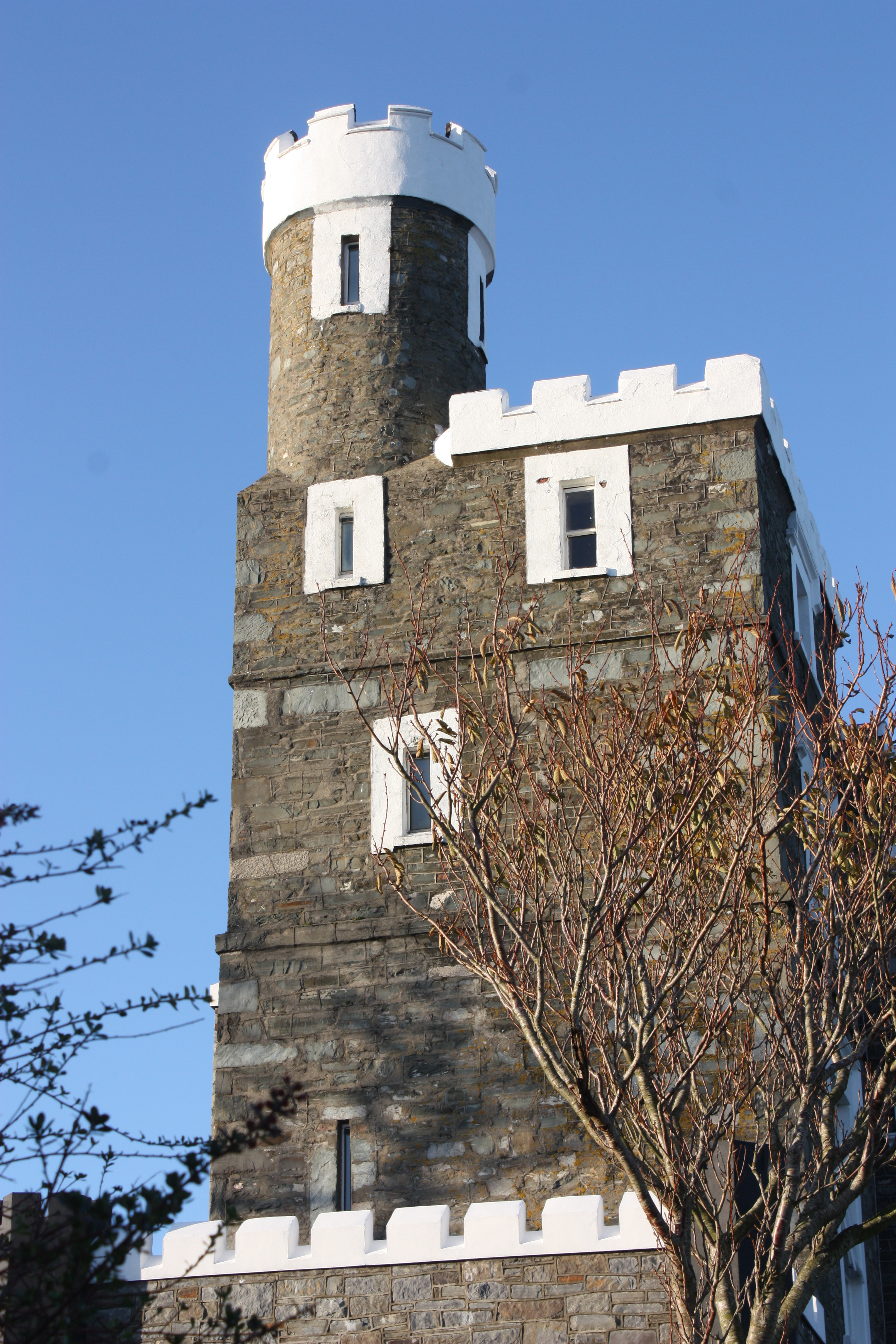
Pflegeheim Kings Castle im November 2010

King’s Castle (irisch Caisleán an Rí, Ulster Scots Käng’s Kessel) ist eine Burg in Ardglass im nordirischen County Down. Sie wurde ursprünglich im 12. Jahrhundert errichtet und über die Jahrhunderte ausgebaut. Im 19. Jahrhundert wurde sie originalgetreu wiederaufgebaut, nachdem sie 1830 bei Reparaturarbeiten an den Fundamenten teilweise eingestürzt war. Die Restaurierung wurde 1988 abgeschlossen und die Burg als Pflegeheim wiedereröffnet.
Das Dublin Penny Journal vom 30. März 1833 beschreibt King’s Castle folgendermaßen:

„(…) die größte von vielen alten Burgen in Ardglass. Sie wird umgangssprachlich „King’s Castle“ genannt. Es war eine Festung von beträchtlicher Größe und Stärke, aber derzeit ist sie sehr altersschwach und dem Verfall preisgegeben.“